# The Romantic Age (film, 1927)
Pour les articles homonymes, voir The Romantic Age.
Pour plus de détails, voir Fiche technique et Distribution.
The Romantic Age est un film muet américain réalisé par Robert Florey et sorti en 1927.

## Fiche technique
- Titre : The Romantic Age
- Réalisation : Robert Florey
- Scénario : Dorothy Howell, d'après sa nouvelle
- Chef opérateur : Norbert Brodine
- Producteur : Harry Cohn
- Société de production : Columbia Pictures
- Genre : Film dramatique
- Durée : 56 minutes
- Dates de sortie :
  - États-Unis : 5 juin 1927

## Distribution
- Eugene O'Brien : Stephen
- Alberta Vaughn : Sally
- Bert Woodruff : Tom
- Stanley Taylor